# Ba Đồn
Ba Đồn – miasto i dystrykt prowincji Quảng Bình, w regionie Północne Wybrzeże Centralne w Wietnamie.